# ARA Veinticinco de Mayo (C-2)
ARA Veinticinco de Mayo (C-2) («25 мая») — тяжёлый крейсер типа «Альмиранте Браун» ВМС Аргентины; второй корабль серии из двух кораблей. Назван в честь Аргентинского национального праздника — годовщины Майской революции (25 мая 1810 года). Заказан и построен в Италии.

## Служба
Заложен 22 июня 1925 года, спущен 24 октября 1926 года, вошёл в строй 21 декабря 1928 года.
«25 мая» вошёл в состав флота одновременно с «Альмиранте Браун». На протяжении последующих лет он нёс рутинную службу у родных берегов, изредка посещая соседние страны. Наиболее ярким моментов в его карьере стал 1936 год, когда «Вейнтисинко де Майо» действовал у берегов Испании во время проходившей там Гражданской войны и обеспечил эвакуацию аргентинских граждан из порта Аликанте.
«Вейнтисинко де Майо» был выведен в резерв в 1959 году, спустя год исключён из состава флота, а в 1961 году вместе с «Альмиранте Браун» продан на слом.